# Istisnina
Istisnina ili deplasman označava masu potpuno opremljenog i ukrcanog broda (s teretom ili putnicima s prtljagom), do ravnine najvišeg dopuštenog gaza. Izražava se u tonama.
Istisnina broda označava volumen tekućine koji brod istisne pri svojem najvećem gazu svojim podvodnim dijelom. Izražava se u m3.
Standardni deplasman označava masu potpuno opremljenog broda s 2/3 zaliha (gorivo, voda...).